# Vườn quốc gia Westland Tai Poutini
Vườn quốc gia Westland Tai Poutini nằm trên bờ biển phía tây của đảo Nam, New Zealand. Được thành lập vào năm 1960, bao gồm diện tích rộng 1.175 km² kéo dài từ đỉnh núi cao nhất của dãy Alps phía Nam đến bờ biển hoang sơ. Nó giáp với Vườn quốc gia Aoraki/Núi Cook.
Trong vườn quốc gia là các sông băng, hồ nước và dày đặc các khu rừng mưa ôn đới, cũng như dấu tích còn lại của thị trấn khai thác vàng dọc theo bờ biển. Sông băng Franz Josef và Fox là hai điểm tham quan du lịch nổi tiếng nằm trong vườn quốc gia Westland Tai Poutini. Tại đây cũng có hoạt động săn bắn hươu đỏ, sơn dương, dê hoang và dịch vụ trực thăng cho phép các thợ săn tiếp cận các khu vực núi non hiểm trở. Đường đi bộ Copland được nhiều người ưa chuộng chạy ngược dòng ven bờ sông Copland từ cầu sông Karangarua. Cùng với cảnh quan hùng vĩ ngoạn mục của núi non dọc theo đường đi thì tại đây còn có các suối nước nóng tại Welcome Flat Hut.
Trong năm 2010, khoảng 4.400 ha đã được thêm vào vườn quốc gia, bao gồm một số khu vực rải rác khắp, phần lớn là ở phía đông đầm phá Okarito.
Vườn quốc gia Westland Tai Poutini cũng là một trong số những vườn quốc gia thuộc Te Wahipounamu, một di sản thế giới của UNESCO.